# 241364 Reneangelil
241364 Reneangelil è un asteroide della fascia principale. Scoperto nel 2008, presenta un'orbita caratterizzata da un semiasse maggiore pari a 3,1371611 au e da un'eccentricità di 0,1793577, inclinata di 10,31626° rispetto all'eclittica.